# Alberto Giacometti-Stiftung
Die Alberto Giacometti-Stiftung ist eine Kunststiftung mit Sitz in Zürich. Sie verfügt über die bedeutendste museale Sammlung von Werken des Schweizer Plastikers, Malers und Zeichners Alberto Giacometti (1901–1966). Der Bestand der Stiftung umfasst rund 800 Objekte und bildet das komplette Lebenswerk des Künstlers ab. Die Werke werden zum grossen Teil im Kunsthaus Zürich aufbewahrt und präsentiert. Ein Viertel des Bestandes ist im Kunstmuseum Basel, ein Zehntel im Kunst Museum Winterthur.

## Zweck und Verwaltung
«Die Stiftung bezweckt die Schaffung und Unterhaltung eines ALBERTO GIACOMETTI–ZENTRUMS in Zürich, durch eine museale und repräsentative Sammlung von Werken Alberto Giacomettis, um in würdiger Weise das Œuvre des Künstlers in seiner Entwicklung und in allen seinen Ausdrucksformen (Plastik, Malerei, Zeichnungen und Grafik) dauernd der Öffentlichkeit und dem Studium von Kunstwissenschaftlern und Kunstfreunden zugänglich zu machen.» (aus der Stiftungsurkunde, 16. Dezember 1965)
Die Stiftung wird von einem zehnköpfigen Stiftungsrat geleitet, zu dem ein Vertreter der Familie Giacomettis und die Direktoren der drei beteiligten Museen gehören: Kunsthaus Zürich, Kunstmuseum Basel und Kunst Museum Winterthur. Aktuell (Stand 2022) wird der Stiftungsrat von Alexander Jolles präsidiert. Die Mitglieder des Stiftungsrats sind: Christian Klemm (Vizepräsident), Paula Custer (Quästorin), Anton Bucher-Bechtler, Ann Demeester (Direktorin Kunsthaus Zürich), Elena Filipovic (Direktorin Kunstmuseum Basel), Konrad Bitterli (Direktor Kunst Museum Winterthur), Annette Bühler, Christoph Bechtler, sowie Philippe Meier und Nadia Schneider Willen. Die Stiftung beschäftigt kein Personal. Geschäftsführer ist der Sammlungskonservator am Kunsthaus Zürich, Philippe Büttner. Alle kuratorischen, konservatorischen und dokumentarischen Aufgaben der Stiftung stehen in der Pflicht der drei Museen.

## Entstehungsgeschichte
Um 1955 trug der Pittsburgher Industrielle G. David Thompson (1899–1965) die bedeutendste Privatsammlung von Werken Alberto Giacomettis zusammen. Sie enthielt zahlreiche Skulpturen aus der avantgardistischen Periode sowie Exemplare der meisten Hauptwerke Giacomettis aus der Nachkriegszeit. Die meisten Arbeiten erwarb Thompson vom Galeristen Pierre Matisse in New York, doch nahm er auch mit Giacometti Kontakt auf und liess sich von ihm porträtieren. Einige Werke erhielt er direkt vom Künstler, da Thompson bereits damals die Absicht hatte, das Ensemble geschlossen in ein Museum zu überführen.
1960 zeigte das Kunsthaus Zürich eine Auswahl der Sammlung Thompson in einer ersten Station einer Ausstellungstournee, die anschliessend ins Kunstmuseum Düsseldorf, ins Gemeentemuseum Den Haag und ins Solomon R. Guggenheim Museum in New York ging. Als René Wehrli, der damalige Direktor des Kunsthauses Zürich, vom Basler Kunsthändler Ernst Beyeler erfuhr, dass Thompsons Sammlung zu kaufen sei, lancierte er 1960 die Idee, den Giacometti-Bestand in der Schweiz zusammenzuhalten. Der Preis für die 61 Skulpturen, 7 Gemälde und 21 Zeichnungen betrug drei Millionen Schweizer Franken. Die Sammler Hans Bechtler, damals auch Präsident der Sammlungskommission des Kunsthauses Zürich, und Walter Bechtler setzten sich dafür ein, die Werke für Zürich zu sichern.
Da sich die Mittelbeschaffung verzögerte, erwarb Ernst Beyeler im Dezember 1962 mit Hilfe der finanziellen Unterstützung des Basler Unternehmers Hans Grether die Sammlung und bewahrte so das Werkkonvolut für die Schweiz.
Im September 1963 gründete eine Gruppe von Mäzenen um die Brüder Bechtler ein Syndikat, das «die Sammlung ohne jede Gewinnabsicht gewissermassen treuhänderisch erwerben soll[te], um sie dann nach gesicherter Finanzierung an schweizerische Kunstinstitute weiterzugeben». Die drei Schweizer Grossbanken, der Schweizerische Bankverein, die Schweizerische Kreditanstalt und die Schweizerische Bankgesellschaft stellten dem Syndikat ein zinsloses Darlehen von drei Millionen Franken zur Verfügung, für das acht Mitglieder des Syndikats bürgten. Um dem Publikum die Giacometti-Werke aus der ehemaligen Thompson-Sammlung vorzustellen und an die Öffentlichkeit um finanzielle Unterstützung zu appellieren, wurde die Ausstellung Für eine schweizerische Alberto Giacometti-Stiftung im Landolt-Haus am Kunsthaus Zürich im Februar 1964 eröffnet. Kuratiert wurde sie von René Wehrli und von Bruno Giacometti, dem Bruder des Künstlers.
Eine Finanzierung durch den Bund, den Kanton Zürich und die Stadt Zürich scheiterte jedoch. Der Zürcher Bildhauer Hermann Hubacher gehörte zu den Kritikern einer finanziellen Beteiligung durch die öffentliche Hand, da man sich seiner Meinung nach bei diesem «3-Millionen-Unternehmen […] nachgerade fragen muss, wo der ‹Kunstsinn› aufhört und der ‹Kunstbetrieb› beginnt». Die nötigen Mittel kamen schliesslich in Form von Spenden von Privatpersonen und Firmen zusammen.
Am 16. Dezember 1965 wurde die Alberto Giacometti-Stiftung in Zürich unter der Führung des ersten Präsidenten Hans Bechtler formell gegründet. Dem ersten Stiftungsrat gehörten die Hauptgönner an: Balthasar Reinhart, Walter Bechtler, Ernst Göhner, Walter Haefner, Walter Meier, Anton Hans Meyer, Karl G. Steiner, Gustav Zumsteg sowie René Wehrli und Adolf Max Vogt, zu denen wenig später Hans Grether und Bruno Giacometti stiessen.

## Erwerbungen und Schenkungen
Bei ihrer Gründung im Dezember 1965 wurde die Stiftung Besitzerin von 89 Werken des Künstlers. Seit der Gründung sind die Bestände durch Ankäufe und Geschenke erweitert worden. Im Gründungsjahr der Stiftung ergänzte der Künstler selbst den Bestand durch eine Gruppe von neun Gemälden aus dem Jahr 1964, sechs Zeichnungen und 19 Lithografien.
1966 und 1967 überliess das Kunsthaus Zürich der Stiftung zwei Skulpturen, von denen erstere 1957 von der Vereinigung Zürcher Kunstfreunde für das Kunsthaus und zweitere 1960 vom Museum selbst angekauft wurden: Grande figure (Grosse Figur), 1947, Kunstmuseum Basel, Depositum der Alberto Giacometti-Stiftung, 1966 und Torse (Torso), 1925, Kunstmuseum Basel, Depositum der Alberto Giacometti-Stiftung, 1967.
2006 schenkten Bruno und Odette Giacometti aus dem Nachlass des Bruders der Stiftung 75 Originalgipse, eine Steinskulptur, zwei Plastilinarbeiten, 15 Bronzen, darunter Spätwerke, aber auch Briefe und andere Dokumente.
Weitere Schenkungen von Hans C. und Elisabeth Bechtler-Staub, Anton und Anna Bucher-Bechtler, Franz Meyer (dem zweiten Präsidenten der Stiftung), James Lord, Rudolf Werner, den Erben von Margrit Bühler-Gredig und von der Stadt und dem Kanton Zürich folgten.

## Dokumentation
Neben dem Verwaltungsarchiv der Stiftung und der Dokumentation zu den einzelnen Werken werden folgende Dokumente über die Familie verwahrt, die im Wesentlichen von Bruno Giacometti geschenkt wurden:
- 91 Briefe Alberto Giacomettis an die Familie;
- 53 Briefe Alberto Giacomettis an Lucas Lichtenhan, seinen Mentor in Schiers;
- weitere Briefe von Alberto Giacometti;
- Manuskript zu «Le rêve, le sphinx et la mort de T.» (veröffentlicht von Donat Rütimann, Zürich 2005);
- diverse Memorabilia;
- Dokumentation zu Leben und Werk von Giovanni Giacometti, darunter Briefe von Cuno Amiet und Korrespondenz mit Sammlern (veröffentlicht von Viola Radlach, Zürich 2003).[11]

Die umfassende Dokumentation zu Leben und Werk von Alberto Giacometti befindet sich in der Fondation Giacometti in Paris. Auf dem Nachlass des Künstlers beruhend, wurde sie gemäss dem Willen der Witwe, Annette Giacometti (geb. Arm), 2003 als Forschungszentrum gegründet.

## Ausgewählte Ausstellungen
Folgende Ausstellungen wurden federführend von der Stiftung kuratiert oder in enger Zusammenarbeitet mit den drei Museen, in denen die Stiftungswerke beheimatet sind, veranstaltet:
- 2016/2017: Alberto Giacometti – Material und Vision. Die Meisterwerke in Gips, Stein, Ton und Bronze, Kunsthaus Zürich, 28. Oktober 2016 bis 15. Januar 2017.
- 2011: Alberto Giacometti – Sehen im Werk, Kunsthaus Zürich, 11. März – 22. Mai 2011.
- 2008/2009: Giacometti, der Ägypter, Ägyptisches Museum, Berlin, 29. Oktober 2008 bis 15. Februar 2009 / Kunsthaus Zürich, 27. Februar – 24. Mai 2009.
- 2001/2002: Alberto Giacometti, Kunsthaus Zürich, 18. Mai – 2. September 2001 / Museum of Modern Art, New York, 11. Oktober 2001 bis 8. Januar 2002.
- 1990/1991: La Mamma a Stampa. Annetta – gesehen von Giovanni und Alberto Giacometti, Kunsthaus Zürich, 1. Dezember 1990 bis 24. Februar 1991 / Bündner Kunstmuseum, Chur, 1. Juni – 25. August 1991.
- 1981/1982: Alberto Giacometti, Zeichnungen, Druckgraphik und die im Basler Kunstmuseum befindlichen Skulpturen und Gemälde, Kunsthalle Tübingen, 11. April – 31. Mai 1981 / Kunstverein Hamburg, 13. Juni – 26. Juli 1981 / Kunstmuseum Basel, 15. August – 25. Oktober 1981 / Museum Commanderie van Sint Jan, Nijmegen, 20. Februar – 12. April 1982.
- 1966: Giacometti, Kunsthalle Basel, 25. Juni – 28. August 1966.
- 1964: Für eine schweizerische Alberto Giacometti-Stiftung, Landolt-Haus, Kunsthaus Zürich, 19. Februar 1964.[13]
- 1962: Alberto Giacometti, Kunsthaus Zürich, 2. Dezember 1962 bis 20. Januar 1963.

## Publikationen
Folgende Publikationen wurden von der Stiftung und ihren Mitarbeitenden herausgegeben, von den Museen verfasst, die Stiftungswerke beheimaten, oder behandeln die Entstehungsgeschichte der Stiftung selbst:
- Marianne Karabelnik: Gegenwind im Kulturbetrieb. Die Entstehung der Alberto Giacometti-Stiftung in Zürich. Elster Verlagsbuchhandlung, Zürich 2016, ISBN 978-3-906065-49-6.
- Alberto Giacometti – Material und Vision. Die Meisterwerke in Gips, Stein, Ton und Bronze. Hrsg. vom Kunsthaus Zürich. Mit Beiträgen von Philippe Büttner, Casimiro Di Crescenzo, Catherine Grenier, Tobias Haupt, Christian Klemm, Kerstin Mürer und Stefan Zweifel, Scheidegger & Spiess, Zürich 2016, ISBN 978-3-85881-525-5.
- Alberto Giacometti. Catalogue raisonné des estampes. Hrsg. von Eberhard W. Kornfeld und Fondation Giacometti. Paris, Bern 2016, ISBN 978-3-85773-057-3.
- Alberto Giacometti. Hrsg. von Christian Klemm, Carolyn Lanchner, Tobia Bezzola und Anne Umland. Kunsthaus Zürich und Nicolaische Verlagsbuchhandlung, Berlin 2001, ISBN 3-87584-053-4.
- Die Sammlung der Alberto Giacometti-Stiftung. Hrsg. von der Zürcher Kunstgesellschaft, bearb. von Christian Klemm, Zürich 1990.
- Willy Rotzler: Die Geschichte der Alberto Giacometti-Stiftung. Eine Dokumentation. Benteli Verlag, Bern 1982, ISBN 3-7165-0378-9.
- Alberto Giacometti, Zeichnungen, Druckgraphik. Ausstellungskatalog: Kunsthalle Tübingen, 11. April – 31. Mai 1981, Kunstverein Hamburg, 13. Juni – 26. Juli 1981, Kunstmuseum Basel, 15. August – 25. Oktober 1981, Museum Commanderie van Sint Jan, Nijmegen, 20. Februar – 12. April 1982. Mit Beiträgen von Reinhold Hohl und Dieter Koepplin. Hatje Cantz, Stuttgart 1981.
- Die Sammlung der Alberto Giacometti-Stiftung. Hrsg. im Auftrag der Alberto Giacometti-Stiftung vom Kunsthaus Zürich, bearb. von Bettina von Meyenburg-Campell und Dagmar Hnikova. Zürich 1971.